# Hildegardia barteri
Hildegardia barteri är en malvaväxtart som först beskrevs av Maxwell Tylden Masters, och fick sitt nu gällande namn av André Joseph Guillaume Henri Kostermans. Hildegardia barteri ingår i släktet Hildegardia och familjen malvaväxter. Inga underarter finns listade i Catalogue of Life.

## Bildgalleri

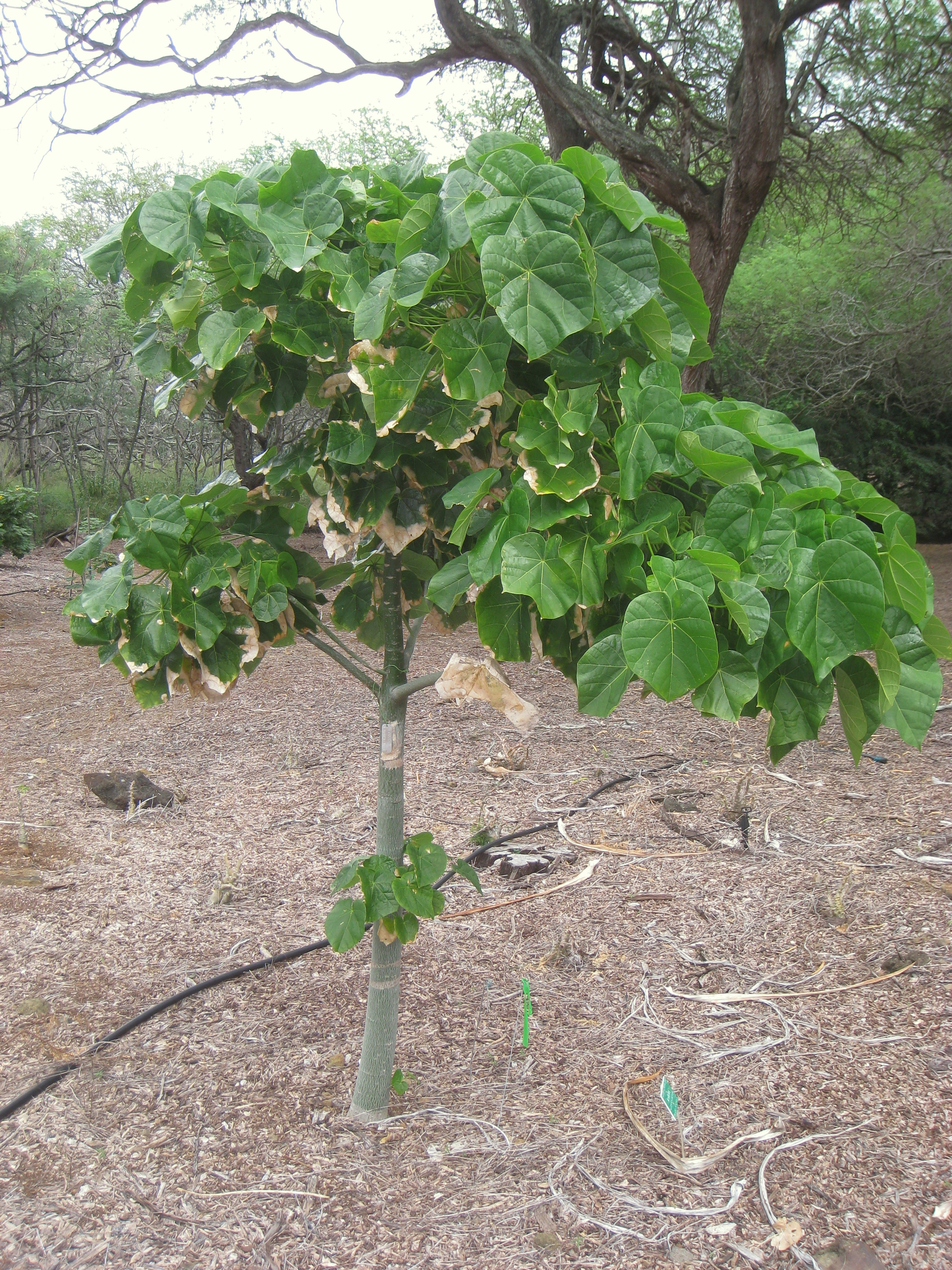
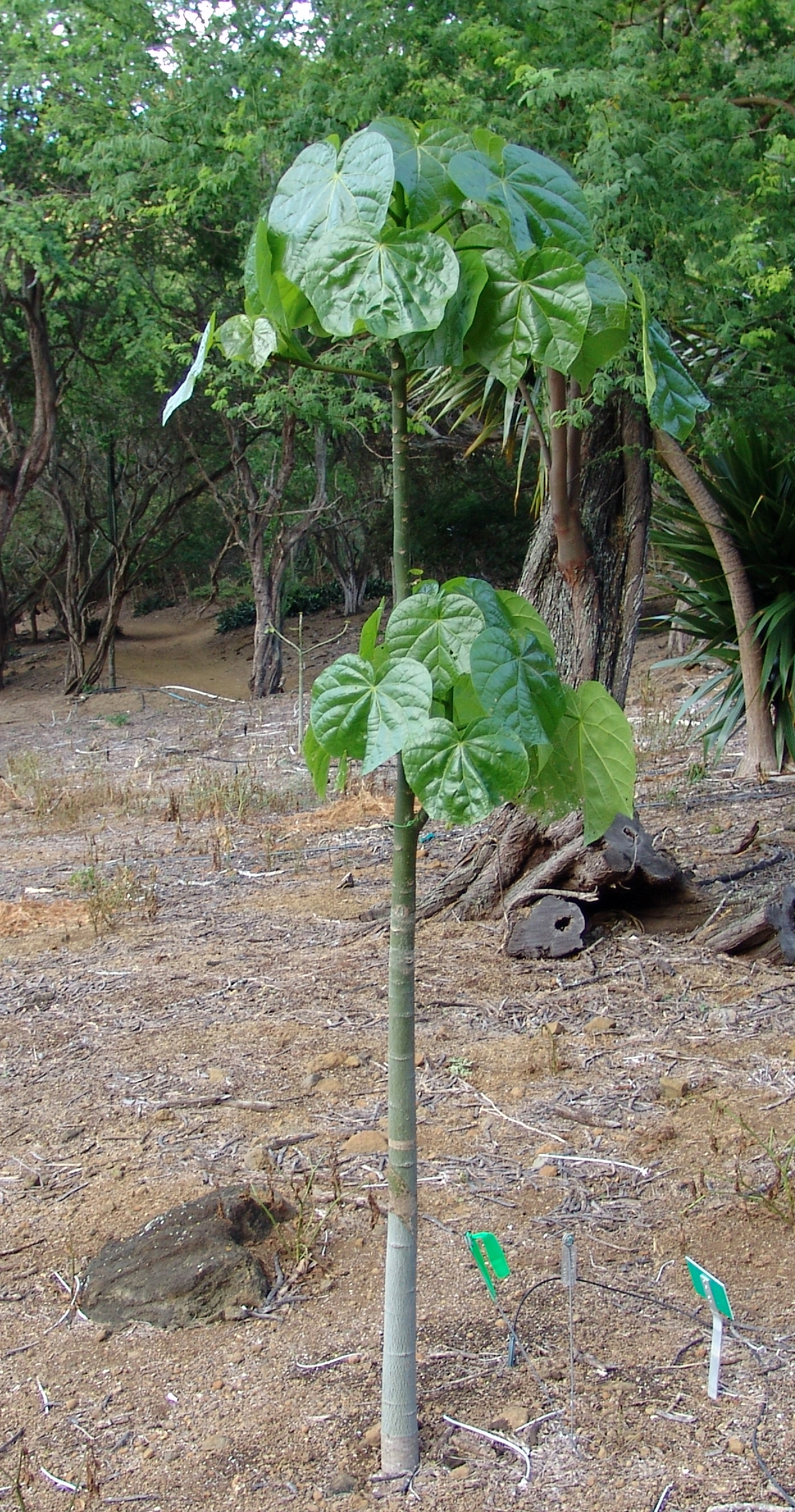
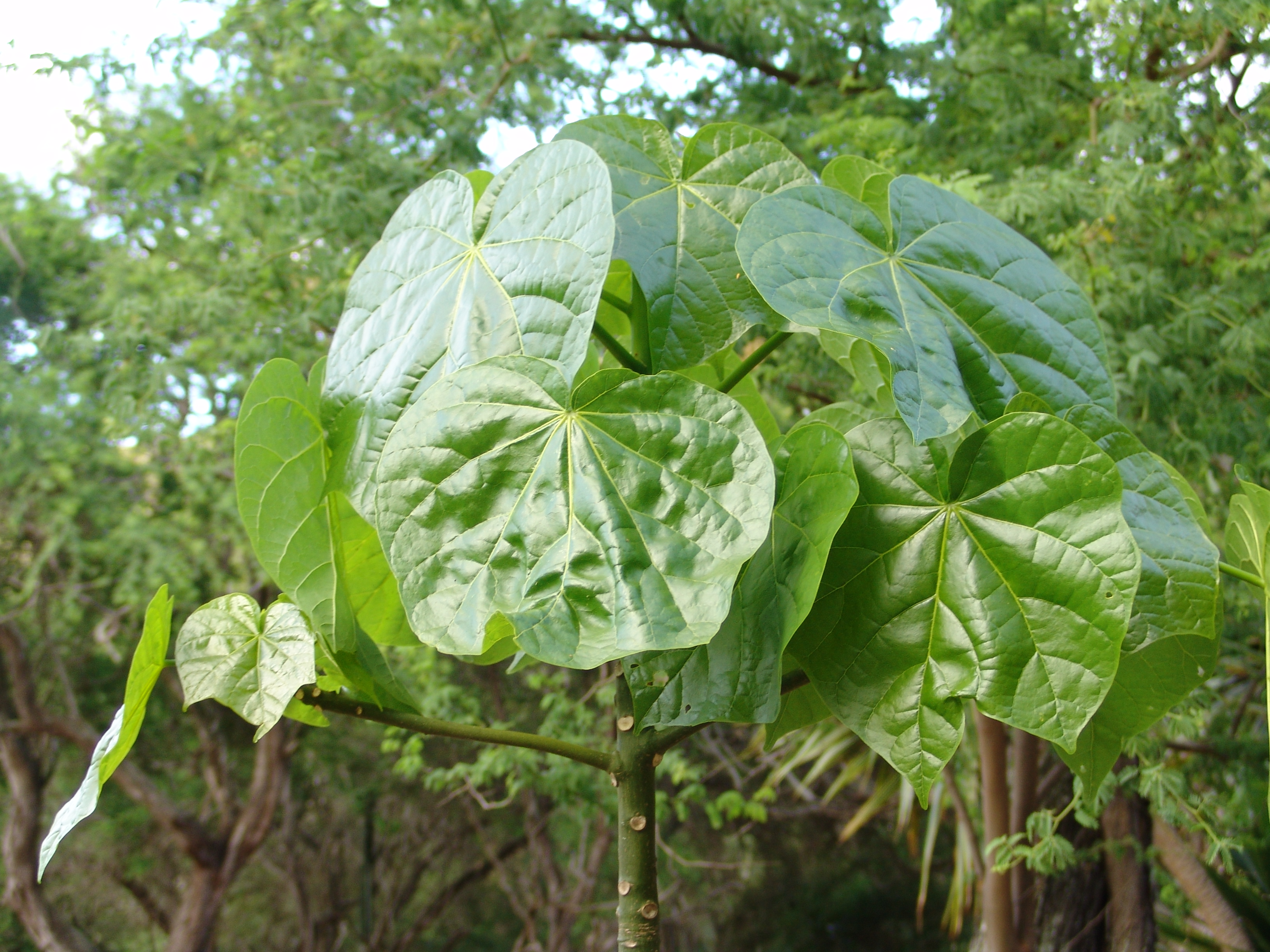